# Syncephalis fusigera
Syncephalis fusigera är en svampart som beskrevs av Bainier 1882. Syncephalis fusigera ingår i släktet Syncephalis och familjen Piptocephalidaceae.   Inga underarter finns listade i Catalogue of Life.